# Neige (Einheit)
Die Neige war ein baltisches Zähl- und Stückmaß. Das Maß wurde im Großhandel mit Holz verwendet und hiernach wurden Bretter, speziell Stab- und Faßholz, gezählt. 
- 1 Neige = 20 Stück